# Czernieckoje (przystanek kolejowy)
Czernieckoje (ros. Чернецкое) – przystanek kolejowy w miejscowości Moskwa, w Rosji. Położony jest na Wielkim Pierścieniu Kolei Moskiewskiej.

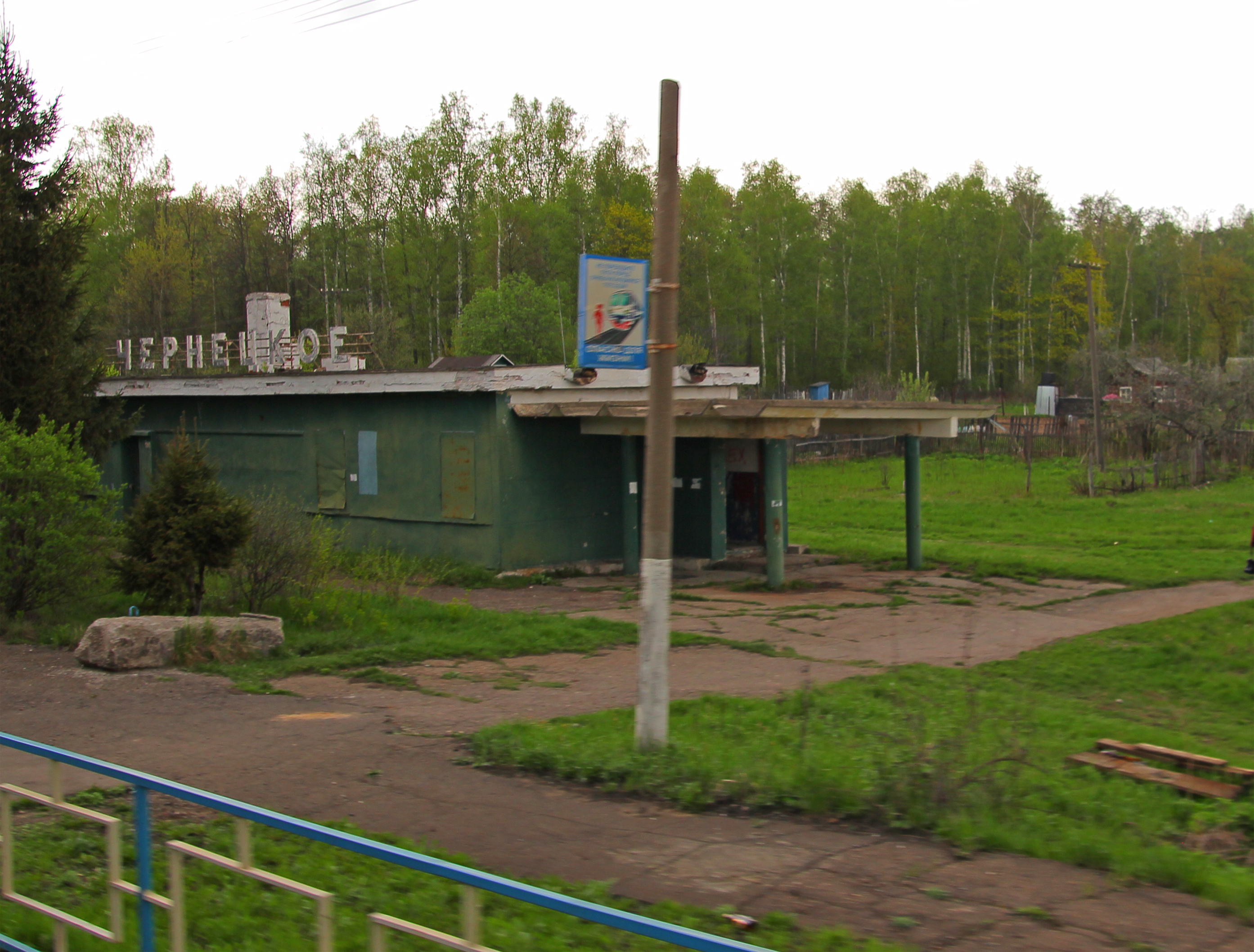

Dawniej stacja kolejowa.